# Bush (Bier)

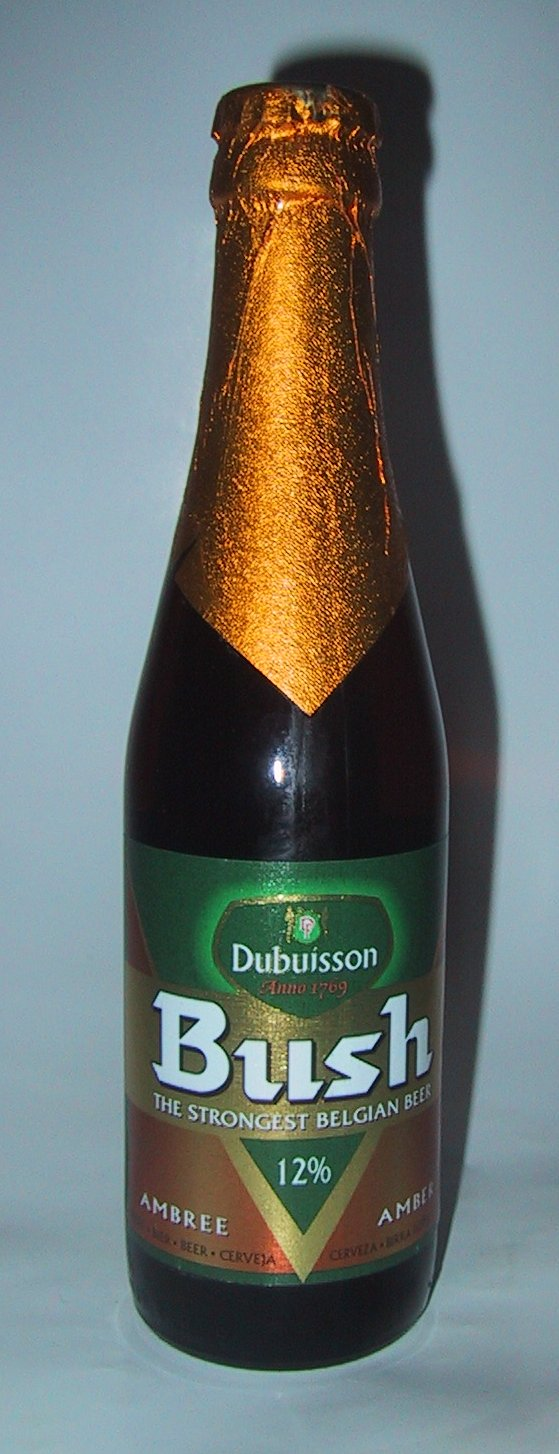
Eine Flasche Bush

Bush ist eine belgische Biermarke. Es gibt verschiedene Arten des Bush Bieres, aber das bekannteste ist ein bernsteinfarbenes, obergäriges Bier, das einen ausgeprägten Geschmack von Malz hat. Auch als Bush 12 bezeichnet, ist sein offizieller Name mittlerweile „Bernsteinfarbenes Bush Bier“. Es weist einen Alkoholgehalt von 12 % auf und ist somit eines der stärksten Biere weltweit. Man kann auf seinem Etikett nachlesen, dass es das stärkste Bier Belgiens ist („The strongest Belgian beer“). Das Bier wurde durch die Dubuisson Brauerei entwickelt und wird auch (heute noch) von dieser in Pipaix gebraut.
In einigen Ländern wird das Bush auch als Scaldis vermarktet.

## Geschichte
1933, ein Jahr nachdem die Kinder Alfred und Amédée Dubuisson die Brauerei ihrer Eltern übernommen haben, beschlossen diese, den bereits gut auf dem Markt höherprozentiger Biere (6,7 % – 8 % Alkoholgehalt) platzierten Engländern Konkurrenz zu machen. So erfanden die Brüder Dubuisson das Bush-Bier. Um im Wettbewerb mit den Engländern zu bestehen, musste dem Bier ein englischer Name gegeben werden, deshalb wurde der Name einfach ins Englische übersetzt. Aus dem Begriff „Dubuisson Bière“ wurde so der Name „Bush Beer“. In den USA wurde das Bush Bier allerdings unter dem Namen Scaldis (kleines Wäldchen) verkauft.
1998 änderte sich der Name von „Bush Beer“ in „bernsteinfarbenes Bush“ (Bush ambrée), welches die charakteristische Farbe des Bieres ist.

## Bush Sortiment
- Helles Bier mit 10,5 %
- Bernsteinfarbenes Bush (Traditionelles Bush Beer): 12 %
- Das Weihnachts-Bush Bier: 12 %
- Das Premium Bush Bier: 13 %
- Das Prestige Bush Bier: 13,5 %
- Bush 7: Bush mit einem Alkoholgehalt von 7,5 %. Die Produktion wurde vor kurzem gestoppt.

## Auszeichnungen
- gewonnene Medaillen im Jahre 1935 und 1937 in Brüssel und im Jahre 1937 in Paris (höchste Auszeichnung)
- Goldmedaille bei den europäischen Olympischen Spielen in Brüssel im Jahre 1962 und in Lissabon im Jahre 1985
- Goldmedaille in Amsterdam im Jahre 1992
- Der „Coq de Cristal“ im Jahr 1997 in Libramont
- Goldmedaille und den ersten Platz bei der Weltmeisterschaft in Chicago (USA) 1998
- Auszeichnung als bestes Bier seiner Kategorie auf der Messe Eurobier 1999
- Gütesiegel der belgisch familiären Biere